# روديغر فون فيشمار
روديغر فون فيشمار (بالألمانية: Rüdiger von Wechmar)‏ (15 نوفمبر 1923 - 17 أكتوبر 2007) هو دبلوماسي ألماني والسفير الألماني الغربي للأمم المتحدة عام 1970. كان رئيس للجمعية العامة للأمم المتحدة خلال الدورة الخامسة والثلاثين والدورات الاستثنائية والطارئة من العام 1980 حتى 1981.

## روابط خارجية
- روديغر فون فيشمار على موقع مونزينجر (الألمانية)